# Carl Ludwig Althans

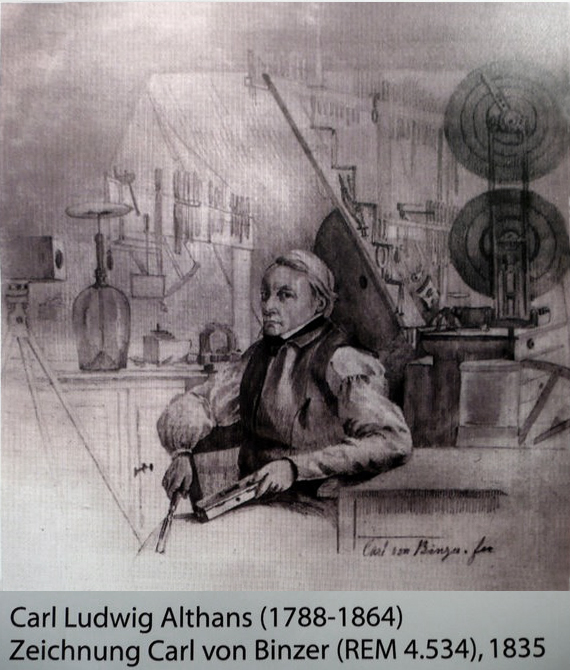
Carl Ludwig Althans, Zeichnung von Carl von Binzer.

Carl Ludwig Althans (* 15. Dezember 1788 in Bückeburg; † 10. September oder 10. Oktober 1864 in Sayn) war ein preußischer Bergbeamter und Leiter des königlich preußischen Hüttenwerkes Sayn.

## Leben
Carl Ludwig Althans wurde 1788 als Sohn des Bäckers Albrecht Wolfgang Althans in Bückeburg geboren. Er erlernte zunächst das väterliche Handwerk, seine technische Begabung brachte ihn jedoch dazu, mit 16 das Handwerk zu verlassen und in eine weitere Lehre in einer Stahlwarenfabrik zu gehen. Anschließend lernte und arbeitete er bei verschiedenen Arbeitgebern und vertiefte seine mathematisch-technischen Kenntnisse. Mit 22 erlaubte ihm ein Stipendium des Landesfürsten Georg Wilhelm von Schaumburg-Lippe den Besuch der Universität Göttingen. Dort studierte er Mathematik, Mechanik und Bau- und Bergwerkswesen. Mit Abschluss des Studiums wurde er Baukondukteur im Staatsdienst des Fürstentums Schaumburg-Lippe. Die Position als Landesbaubeamter befriedigte jedoch nicht seinen Ehrgeiz und so trat er 1817 in den preußischen Staatsdienst und strukturierte für das Oberbergamt Bonn die dortigen staatlichen Berg- und Hüttenwerke neu. Sein Erfolg dabei ermöglichte ihm eine steile Karriere: 1829 wurde er zum Oberhütten-Bauinspektor ernannt, 1844 zum Oberberg- und Baurat und zu seiner Pensionierung 1862 folgte die Ernennung zum Geheimen Bergrat. Er war Mitglied der Gesellschaft Deutscher Naturforscher und Ärzte. Seine Zuständigkeit erstreckte sich auf sämtliche Hüttenwerke in der preußischen Rheinprovinz und einen Teil der Hüttenwerke in der Provinz Westfalen. Besonders in der Sayner Hütte ist ein wichtiges Zeugnis seines Wirkens erhalten, die 1825 vollständig in Gusseisen errichtete Gießereihalle steht heute unter Denkmalschutz.
Althans starb 1864 im Alter von 76 Jahren in Sayn.

## Familie
Er war zweimal verheiratet. Seine erste Frau war Johanne Seebohm (1790–1819). Nach ihrem Tod heiratete er Charlotte Schenck (1794–1870). Er hatte zwei Kinder:
Sein Sohn Ernst Friedrich Althans (1828–1899) trat in seine Fußstapfen als preußischer Bergbeamter und Oberbergrat. Die Tochter Alwine heiratete 1855 Wilhelm Hauchecorne, den Gründungspräsidenten der Preußischen Geologischen Landesanstalt. Sein Enkel Richard Althans (1862–1939) wurde Oberberghauptmann und Ministerialdirektor in der preußischen Bergbauverwaltung.